# Tombe des Chasseurs
La tombe des Chasseurs (en italien Tomba del Cacciatore), ou tombe du Pavillon de Chasse, est l'une des  tombes étrusques peintes de la nécropole de Monterozzi, proche de la ville de Tarquinia. 

## Description
Découverte en 1962, la tombe a camera dite aussi « du Pavillon de chasse » est particulière car, dans la chambre funéraire,  n'est pas représenté l'intérieur d'une maison mais celui de la tente à dais des chasseurs avec sa structure de bois, sa couverture de toile (sensibles par son gonflement latéral). Le paysage est visible au sol à travers la structure transparente du pavillon dans une perspective réaliste, des proies sont suspendues régulièrement en motif tout le long de  la structure, et une frise, de 14 cm de haut, à hauteur d'œil, en bordure de l'étoffe simulée, révèle une suite d'animaux (taureaux, lions, cerfs), de cavaliers, de chiens tous en action.  
La différence notable avec les autres tombes peintes est l'absence de grandes figures des scènes funéraires (banquet), la chambre unique, ce qui daterait la tombe de 510 av. J.-C..
Au sol, sont visibles une fosse et les trous d'emplacements des pieds d'un sarcophage.

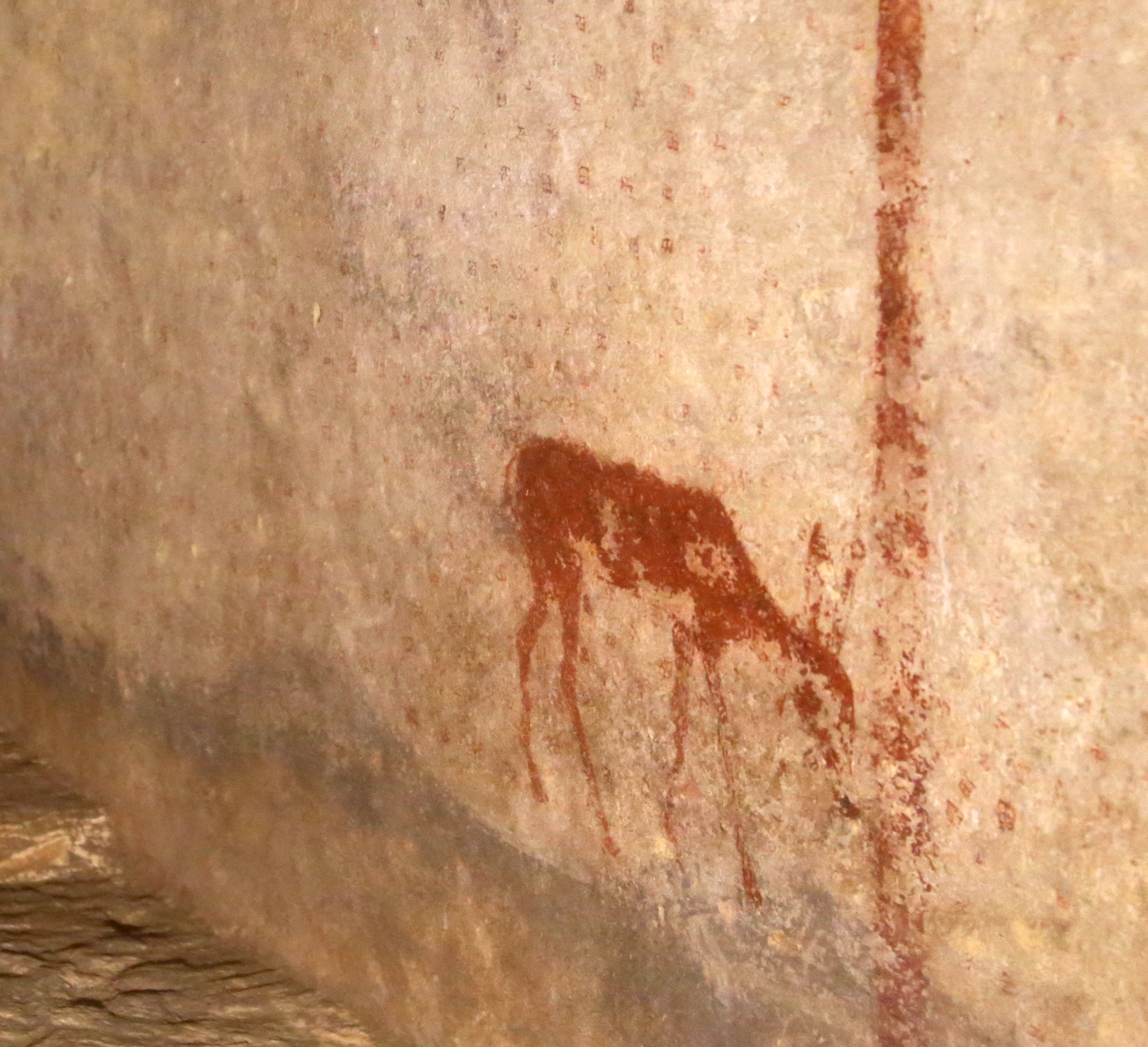
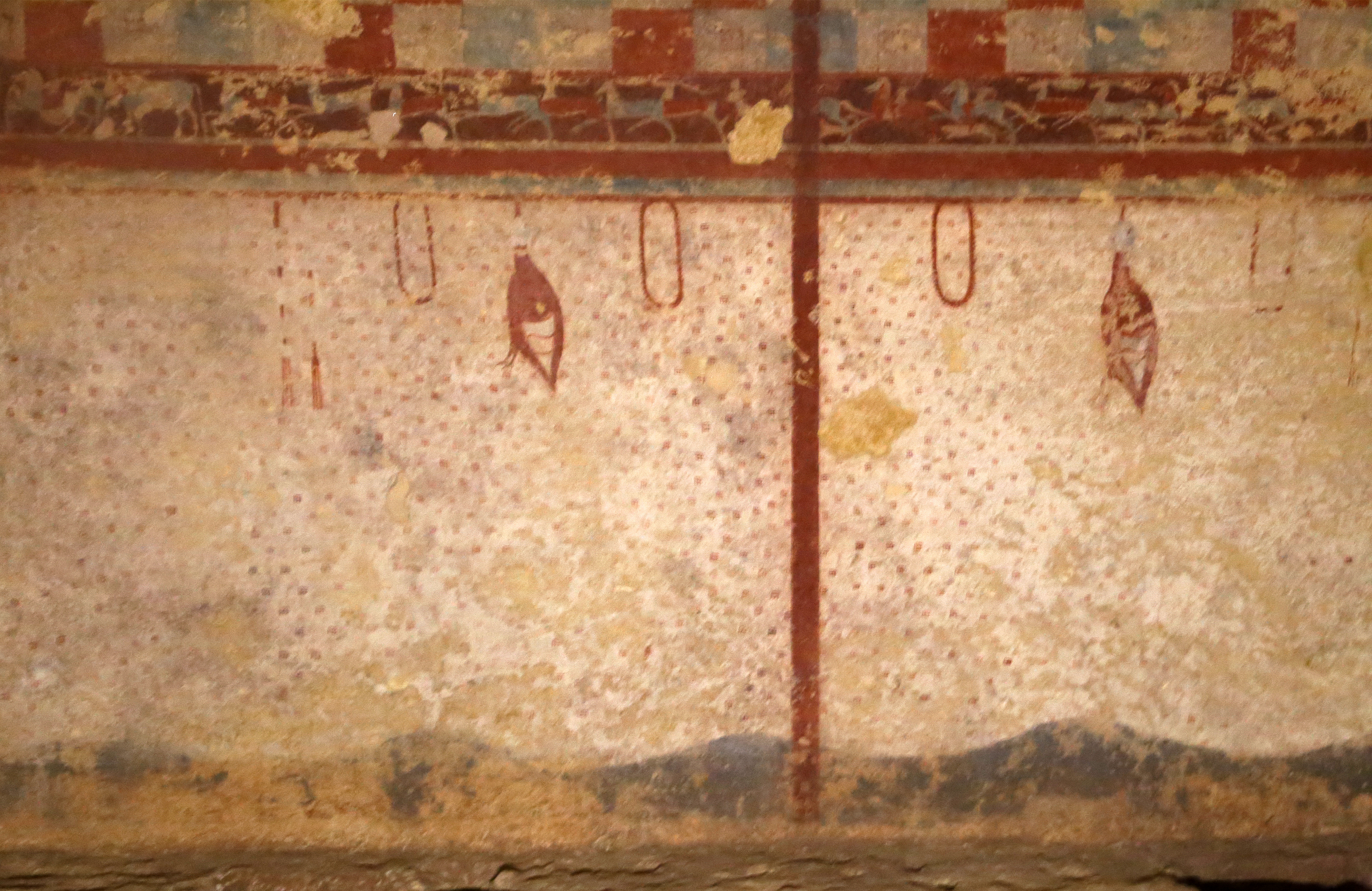
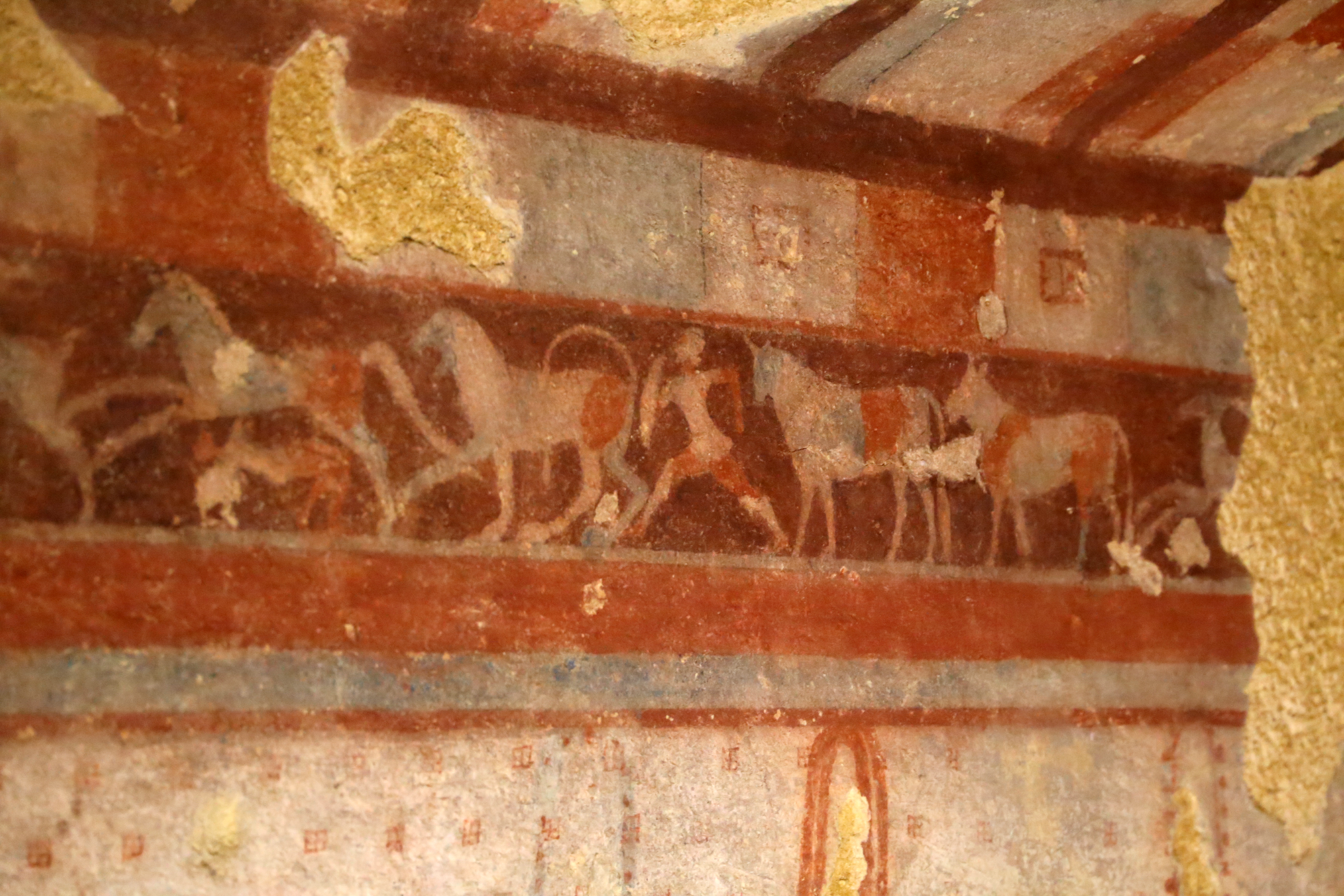